# Chrysopa valdezi
Chrysopa valdezi är en insektsart som beskrevs av Banks 1924. Chrysopa valdezi ingår i släktet Chrysopa och familjen guldögonsländor. Inga underarter finns listade i Catalogue of Life.